# Louis Gaspard Dard d'Espinay
Pour les articles homonymes, voir Dard.
Louis Gaspard Dard d'Espinay, né le 3 février 1753 à Nevers dans la Nièvre et décédé le 14 juillet 1808 dans cette même ville, est un général, ancien maire de Nevers.

## Biographie
Il s'est marié le 6 octobre 1795 à Leeuwarden, dans les Pays-Bas, à la baronne Adrienne Sophie van Maneil. Général de brigade commandant le 5e chasseurs en 1793, il est démissionnaire en 1799 et devient maire de Nevers. Il obtient la qualification  de marquis Dard d'Espinay.